# Championnat de Champagne-Ardenne de cross-country
Le Championnat de Champagne-Ardenne de cross-country est la compétition annuelle de cross-country désignant le champion de Champagne-Ardenne de la discipline. Il est qualificatif pour les Interrégionaux Nord de cross-country.

## Palmarès cross long hommes
- 1980 : Jean-Pierre Pietrement
- 1981 : Jean-Pierre Pietrement
- 1982 : Joël De Pauw
- 1983 : Jean-Pierre Pietrement
- 1984 : Joël De Pauw
- 1985 : Jean-Pierre Pietrement
- 1986 : Jean-Pierre Pietrement
- 1988 : Pascal Fétizon
- 1989 : Alain Donzey
- 1990 : Pascal Fétizon
- 1991 : Ben Soltane
- 1992 : Ben Soltane
- 1993 : Ben Soltane
- 1994 : Ben Soltane
- 1995 : Ben Soltane
- 1996 : Pascal Fétizon
- 1997 : Zouhir Foughali
- 1998 : Pascal Fétizon
- 2002 : Soffian Beddiaf
- 2004 : Soffian Beddiaf
- 2005 : Louis Darly
- 2006 : Abdelghani Lahlali
- 2007 : Farouk Madaci
- 2008 : Damien Labroche
- 2009 : Nicolas Baudry
- 2010 : Olivier Lejeune
- 2011 : Quentin Cau
- 2012 : Azzedine Vey
- 2013 : François Barrer
- 2014 : Vincent Luis
- 2015 : Vincent Luis
- 2016 : Vincent Luis
- 2017 : Vincent Luis
- 2018 : François Barrer
- 2019 : Florian Girard
- 2020 : François Barrer

## Palmarès cross long femmes
- 2002 : Noémie Flotte
- 2004 : Laurence Fricotteaux
- 2005 : Elena Fétizon
- 2006 : Elena Fétizon
- 2007 : Elena Fétizon
- 2008 : Elena Fétizon
- 2009 : Elena Fétizon
- 2010 : Marie-Charlotte Bonnaire
- 2011 : Samira Mezeghrane-Saad
- 2012 : Laurence Klein
- 2013 : Marie-Charlotte Bonnaire
- 2014 : Julie Giacomelli
- 2015 : Julie Giacomelli
- 2016 : Lucie Picard
- 2017 : Lucie Picard
- 2018 : Lucie Picard
- 2019 : Lucie Picard
- 2020 : Méline Rollin